# اینگرید کاون
اینگرید کاوِن (آلمانی: Ingrid Caven؛ زادهٔ ۳ اوت ۱۹۳۸) هنرپیشه و خواننده اهل آلمان است.
از فیلم‌ها یا برنامه‌های تلویزیونی که در آنها نقش داشته می‌توان به ترس روح را می‌خورد، شب خاموش، عشق از مرگ سردتر است، تاجر چهار فصل، نومیدی و ۳۵ پیک رام اشاره کرد.